# Monodontomerus mandibularis
Monodontomerus mandibularis är en stekelart som beskrevs av Charles Joseph Gahan 1941. Monodontomerus mandibularis ingår i släktet Monodontomerus och familjen gallglanssteklar. Inga underarter finns listade i Catalogue of Life.